# Élections législatives de 1877 dans l'Ariège
Les élections législatives de 1877 ont eu lieu le 14 octobre 1877.

## Députés élus
|   | Circonscription | Député sortant                    |  | Groupe parlementaire | Député élu                        |  | Groupe parlementaire |
| - | --------------- | --------------------------------- |  | -------------------- | --------------------------------- |  | -------------------- |
| 1 | Foix            | Paul Léon Aclocque                |  | Orléaniste           | Clément Anglade                   |  | Extrême gauche       |
| 2 | Pamiers         | Théodore Vignes                   |  | Extrême gauche       | Jules Lasbaysses                  |  | Union républicaine   |
| 3 | Saint-Girons    | Gaston de Verbigier de Saint-Paul |  | Appel au peuple      | Gaston de Verbigier de Saint-Paul |  | Appel au peuple      |

## Résultats à l'échelle du département
|                | Union républicaine | 18 304 | 32,11  | 1 |  |  |
|                | Bonapartistes      | 10 731 | 18,82  | 1 |  |  |
|                | Extrême gauche     | 9 890  | 17,35  | 1 |  |  |
|                | Constitutionnels   | 9 179  | 16,10  | 0 |  |  |
|                | Monarchistes       | 8 861  | 15,54  | 0 |  |  |
|                | Divers             | 44     | 0,08   |   |  |  |
|                |                    |        |        |   |  |  |
| Inscrits       | Inscrits           | 72 916 | 100,00 | 5 |  |  |
| Votants        | Votants            | 57 285 | 78,56  |   |  |  |
| Abstentions    | Abstentions        | 15 631 | 21,44  |   |  |  |
| Blancs et nuls | Blancs et nuls     | 276    | 0,48   |   |  |  |
| Exprimés       | Exprimés           | 57 009 | 99,52  |   |  |  |

## Résultats par arrondissement

### Arrondissement de Foix
| Candidat       | Candidat           | Étiquette,      | Premier tour | Premier tour |
| Candidat       | Candidat           | Étiquette,      | Voix         | %            |
| -------------- | ------------------ | --------------- | ------------ | ------------ |
|                | Clément Anglade    | Extrême gauche  | 9 890        | 51,86        |
|                | Paul Léon Aclocque | Constitutionnel | 9 179        | 48,14        |
|                |                    |                 |              |              |
| Inscrits       | Inscrits           | Inscrits        | 24 429       | 100,00       |
| Votants        | Votants            | Votants         | 19 217       | 78,66        |
| Abstention     | Abstention         | Abstention      | 5 212        | 21,34        |
| Blancs et nuls | Blancs et nuls     | Blancs et nuls  | 148          | 0,77         |
| Exprimés       | Exprimés           | Exprimés        | 19 069       | 99,33        |

### Arrondissement de Pamiers
| Candidat       | Candidat                                | Étiquette,         | Premier tour | Premier tour |
| Candidat       | Candidat                                | Étiquette,         | Voix         | %            |
| -------------- | --------------------------------------- | ------------------ | ------------ | ------------ |
|                | Jules Lasbaysses                        | Union républicaine | 10 718       | 54,74        |
|                | Pierre de Lafitte-Falentin de Saintenac | Légitimiste        | 8 861        | 45,26        |
|                |                                         |                    |              |              |
| Inscrits       | Inscrits                                | Inscrits           | 24 163       | 100,00       |
| Votants        | Votants                                 | Votants            | 19 634       | 81,26        |
| Abstention     | Abstention                              | Abstention         | 4 529        | 18,74        |
| Blancs et nuls | Blancs et nuls                          | Blancs et nuls     | 55           | 0,28         |
| Exprimés       | Exprimés                                | Exprimés           | 19 579       | 99,72        |

### Arrondissement de Saint-Girons
| Candidat       | Candidat                          | Étiquette,         | Premier tour | Premier tour |
| Candidat       | Candidat                          | Étiquette,         | Voix         | %            |
| -------------- | --------------------------------- | ------------------ | ------------ | ------------ |
|                | Gaston de Verbigier de Saint-Paul | Bonapartiste       | 10 731       | 58,44        |
|                | Joseph Sentenac                   | Union républicaine | 7 586        | 41,32        |
|                | Divers                            | DIV                | 44           | 0,24         |
|                |                                   |                    |              |              |
| Inscrits       | Inscrits                          | Inscrits           | 24 324       | 100,00       |
| Votants        | Votants                           | Votants            | 18 434       | 75,79        |
| Abstention     | Abstention                        | Abstention         | 5 890        | 21,21        |
| Blancs et nuls | Blancs et nuls                    | Blancs et nuls     | 73           | 0,40         |
| Exprimés       | Exprimés                          | Exprimés           | 18 361       | 99,80        |